# Ambassis fontoynonti
Ambassis fontoynonti is een straalvinnige vissensoort uit de familie van de Aziatische glasbaarzen (Ambassidae). De wetenschappelijke naam van de soort is voor het eerst geldig gepubliceerd in 1932 door Pellegrin.
De soort is endemisch in Madagaskar.